# علی زین
علی زین (عربی: علي زين محمد؛ زادهٔ ۱۴ دسامبر ۱۹۹۰) بازیکن هندبال اهل مصر است.